# 台中吊腳樓

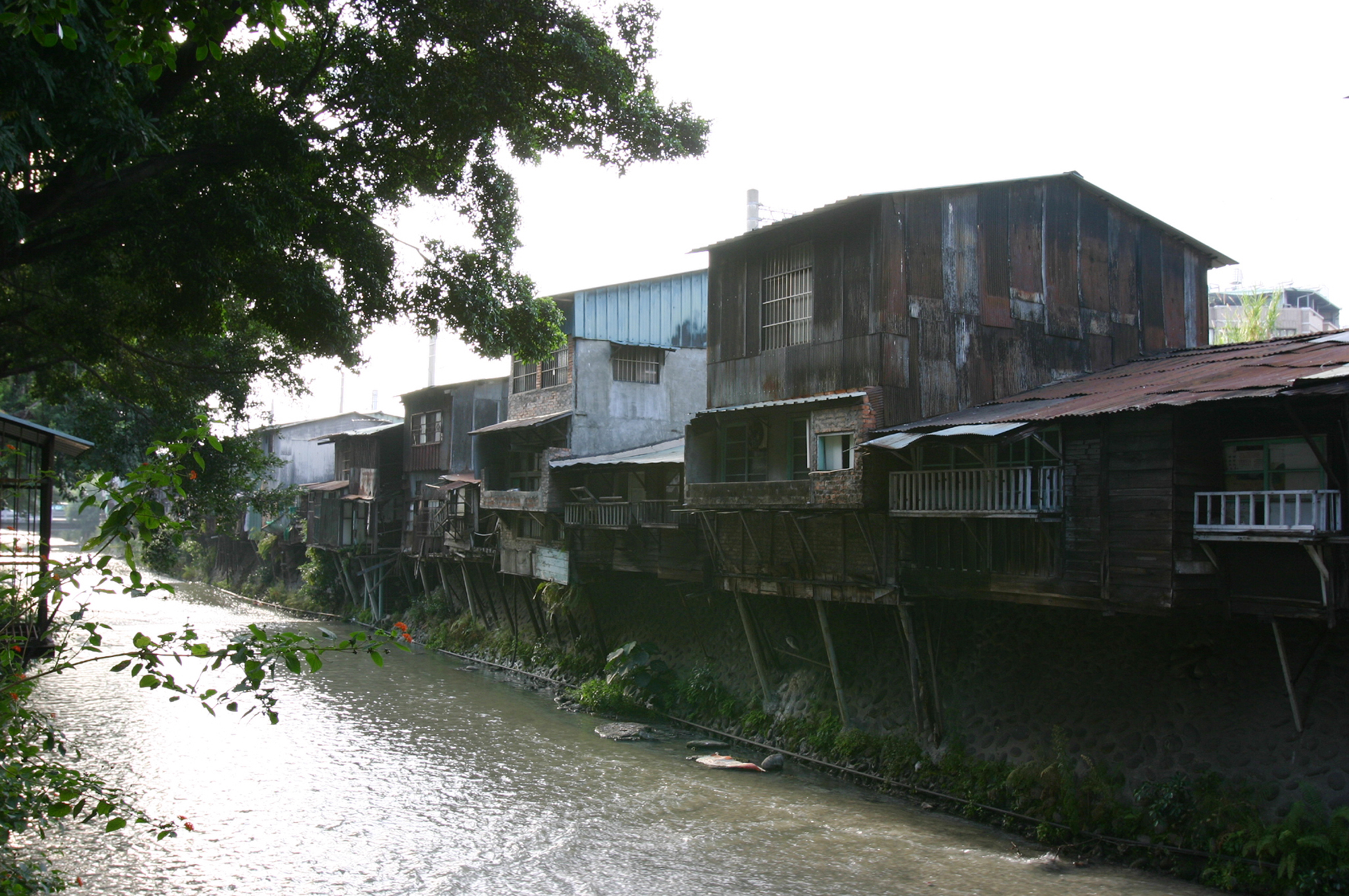
因鐵路高架化工程而拆除的綠川吊腳樓

台中市吊腳樓群是建於1950年代台中市柳川與綠川一帶的違章建築群聚落。
1949年國民政府撤退來台，來臺中市退伍軍人與家眷紛紛在綠川、柳川沿岸蓋起簡易居舍，於是臺中市政府允許尚未安置的外省族群移民自建克難屋，柳川沿岸與綠川一帶遂成數百戶的聚落。於眷村建成後，移民又將房屋轉賣給從鄉村來到都市的臺籍勞工家庭。因房舍緊鄰河川，不但取水、用水方便，廢棄物也直接排入。為維護都市景觀，市政府於1970年代起進行計畫性拆除，並協助居民遷居國宅。2010年，址於民生路26巷最後的39戶吊腳樓因鐵路高架化工程進行拆除。 
2021年1月，台中市水利局於綠川台中路至民生路段以外觀仿吊腳樓形象建置綠川水文化暨環境教育館，展示綠川吊腳樓的最後身影。